# Ruslan Ponomariov
Ruslan Ponomariov (en ucraïnès: Руслан Пономарьов; en rus: Русла́н Пономарёв) (nascut l'11 d'octubre de 1983), és un jugador d'escacs ucraïnès, Gran Mestre des de 1998, i que fou Campió del Món de la FIDE entre 2002 i 2004; fou el primer ucraïnès de la història en assolir el títol mundial.
A la llista d'Elo de la FIDE del novembre de 2020 hi tenia un Elo de 2631 punts, cosa que en feia el jugador número 10 (en actiu) d'Ucraïna, i el 141è millor jugador al rànquing mundial. El seu màxim Elo va ser de 2764 punts, a la llista de juliol de 2011 (posició 11 al rànquing mundial).

## Biografia i inicis de la carrera
Ponomariov va néixer a Hòrlivka (óblast de Donetsk), Ucraïna, dins una família russa. Considerat un prodigi dels escacs, el 1994 a Szeged va ser tercer al Campionat del món sub-12 a 10 anys (el campió fou Levon Aronian). El 1996 va guanyar el Campionat d'Europa Sub-18 amb només 12 anys, i l'any següent, el 1997, va guanyar el Campionat del món sub-18 a Yerevan. El 1998, als catorze anys, obtingué el títol de Gran Mestre, essent el jugador més jove de la història en assolir aquesta fita. El 1999, formà part de l'equip nacional ucraïnès que guanyà l'Olimpíada d'escacs sub-16 al Camp d'Artek, Ucraïna.
Ponomariov va guanyar el Zonal de Donetsk el 1998, empatà al primer lloc amb 7½/9 a Torshavn 2000, va fer 8½/11 per Ucraïna a l'Olimpíada d'escacs de 2000 a Istanbul, guanyant la medalla d'or a la millor actuació al segon tauler, i guanyà, amb 7/10 la Governor's Cup a Kramatorsk, el 2001. El mateix any, fou subcampió d'Europa individual, rere Emil Sutovsky, a Ohrid, Macedònia. També el 2001, formà part de l'equip ucraïnès que guanyà la medalla d'or al Campionat del món per equips el 2001, a Yerevan.

## Campió del Món de la FIDE 2002
El 2002 va batre el seu compatriota Vasil Ivantxuk a la final del Campionat del món de 2002 per un resultat de 4½-2½, i va esdevenir Campió del Món de la FIDE el 23 de gener de 2002, a l'edat de 18 anys i 104 dies, essent el més jove campió del món de la història.
El mateix any acabà segon al fortíssim Torneig d'escacs de Linares rere Garri Kaspàrov. En canvi, el 2003 va tenir un resultat pitjor al Torneig d'escacs Corus a Wijk aan Zee; malgrat que tenia el tercer Elo més alt, va acabar en 11è lloc de 14, amb 6/13 punt, i a Linares 2003 hi fou només cinquè (de set) amb 5½/12.
Hi va haver plans per a jugar un matx a 14 partides contra Kaspàrov a Ialta pel setembre de 2003, el guanyador del qual hauria de jugar contra el guanyador d'un matx entre Vladímir Kràmnik i Péter Lékó, com a part dels anomenats "Acords de Praga" per a reunificar el Campionat del món d'escacs (des de 1993 fins a 2006 hi va haver dos campionats del món paral·lels). Malgrat tot, el projecte no va fructificar, ja que Ponomariov va refusar les condicions del contracte, per qüestions relacionades amb la manca de garanties financeres.
Ponomariov va ser el campió del món de la FIDE fins que Rustam Kassimdjanov va guanyar el Campionat del món de 2004.

## Carrera posterior al campionat del món
El dia del seu 20è aniversari, l'11 d'octubre de 2003, va ser el primer jugador d'elit a perdre una partida per causa que el seu mòbil va sonar durant la sessió de joc. Això succeí al Campionat d'Europa per equips a Plòvdiv, Bulgària, quan Ponomariov jugava amb negres contra el GM suec Evgenij Agrest.

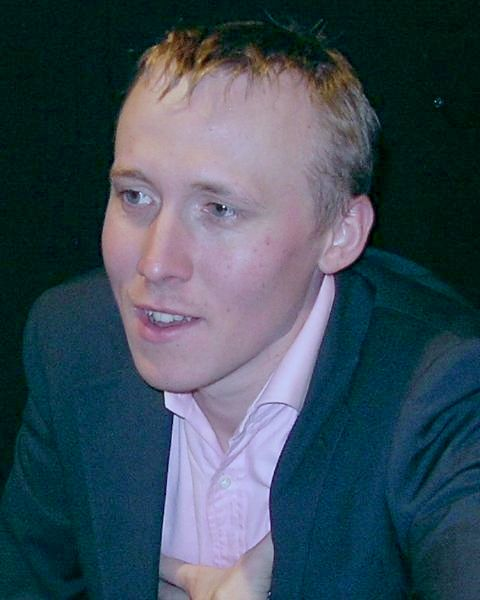
Ponomariov, a Dortmund, el juliol de 2010.

El 2004, va formar part de l'equip ucraïnès que va guanyar la medalla d'or a l'Olimpíada d'escacs de 2004 celebrada a Calvià. El 2005 va guanyar en solitari el XV Torneig Ciutat de Pamplona (Categoria XVI), per davant d'Ivan Txeparínov i Pentala Harikrishna). Aquell mateix any va arribar a la final de la Copa del món, que perdé per 1 a 3 contra Levon Aronian. Com que va acabar entre els 10 primers en aquest torneig, es classificà com a candidat per al Campionat del món d'escacs de 2007, que es jugà entre maig i juny de 2007 a Elistà. Fou eliminat a la primera ronda (quarts de final), quan va perdre 3½ - 2½ contra Serguei Rublevski. El 2006 assolí el primer lloc en el Memorial Mikhaïl Tal a Moscou, compartit amb Levon Aronian i Péter Lékó. L'abril de 2007, fou 3r al I Magistral Ruy López, torneig de Categoria XV, celebrat a Zafra, rere Gabriel Sargissian i Julio Granda.
El 2009 fou primer, ex aequo amb Hikaru Nakamura, al Donostia Chess Festival, a Sant Sebastià, tot i que perdé per 2-0 en les partides llampec de desempat. El desembre de 2009 va arribar a la final de la Copa del Món d'escacs 2009, a Khanti-Mansisk, per davant de 126 Grans Mestres, essent batut a les partides de desempat, per l'israelià Borís Guélfand (van jugar quatre partides clàssiques, quatre de ràpides, dues de llampec, i finalment dues addicionals en què Guélfand va acabar per vèncer).
El maig de 2010, empatà als llocs 2n-6è al torneig FIDE Grand Prix a Astracan, amb una puntuació de 7/13 (+3 -2 =8). El 2010 va guanyar en solitari el prestigiós Torneig Sparkassen de Dortmund, un punt per davant del vietnamita Le Quang Liem.
El juny de 2011 es proclamà, a Kíev, Campió d'Ucraïna
El setembre de 2011 participà en la Copa del món de 2011, a Khanti-Mansisk, un torneig del cicle classificatori pel Campionat del món de 2013, i hi tingué una molt bona actuació: fou semifinalista del torneig, (perdé en semifinals contra l'eventual campió Piotr Svídler), tot i que va perdre en el matx pel tercer i quart lloc contra Vassili Ivantxuk (1½-2½), per la qual cosa finalment no es classificà per la següent fase del Campionat del món.
El 2014 empatà amb Anton Kórobov al tercer lloc al campionat d'Ucraïna, rere el campió Iuri Kuzúbov i Pàvel Eliànov (2n).
El novembre de 2019 fou segon al "II Festival VIII Centenari de la Universitat de Salamanca" per sota d'Eduardo Iturrizaga.

### Participació en olimpíades d'escacs
En Ponomariov ha participat, representant Ucraïna, en quatre Olimpíades d'escacs entre els anys 1998 i 2004 (amb un total de 25½ punts de 39 partides, un 65,4%). Hi ha guanyat un total de 5 medalles: bronze per equips i argent individual a l'olimpíada de 1998, bronze per equips i or individual a l'olimpíada de 2000, i or per equips a l'olimpíada de 2004.
| Any  | Olimpíada        | Ciutat   | Elo propi | Tauler     | Partides | Guanyades | Taules | Perdudes | %     |
| ---- | ---------------- | -------- | --------- | ---------- | -------- | --------- | ------ | -------- | ----- |
| 1998 | XXXIII Olimpíada | Elistà   | 2585      | 2n suplent | 9        | 5         | 4      | 0        | 77,8% |
| 2000 | XXXIV Olimpíada  | Istanbul | 2624      | 2n         | 11       | 6         | 5      | 0        | 77,3% |
| 2002 | XXXV Olimpíada   | Bled     | 2743      | 1r         | 11       | 3         | 6      | 2        | 54,5% |
| 2004 | XXXVI Olimpíada  | Calvià   | 2710      | 2n         | 8        | 2         | 4      | 2        | 50,0% |